# Теклевка (Хмельницкая область)
Теклевка (укр. Теклівка) — село в Каменец-Подольском районе Хмельницкой области Украины.
Население по переписи 2001 года составляло 47 человек. Почтовый индекс — 32331. Телефонный код — 3849. Занимает площадь 0,311 км². Код КОАТУУ — 6822485703.

## Местный совет
32331, Хмельницкая обл., Каменец-Подольский р-н, с. Оринин, ул. Тараса Шевченка, 70